# Patricia Girard
Patricia Girard-Léno (Pointe-à-Pitre, 8 aprile 1968) è un'ex ostacolista e velocista francese, campionessa mondiale della staffetta 4×100 metri nel 2003 e due volte campionessa europea indoor dei 60 metri ostacoli.

## Biografia
A livello giovanile Patricia Girard iniziò come velocista pura, ma in seguito si dedicò anche agli ostacoli. Fu proprio sugli ostacoli alti che ottenne i suoi migliori risultati individuali: la medaglia di bronzo nei 100 metri ostacoli ai Giochi olimpici di Atlanta 1996, e cinque medaglie mondiali ed europee indoor sui 60 metri ostacoli.
Fu componente della staffetta 4×100 metri francese sin da Seul 1988.
Nel 1990 fu sospesa per due anni per doping.
Fu una delle quattro staffettiste (prima componente di una squadra composta anche da Muriel Hurtis, Sylviane Félix e Christine Arron) che vinsero l'oro davanti al pubblico di casa ai Mondiali di Parigi nel 2003, stabilendo il record nazionale francese con il tempo di 41"78. In precedenza con la staffetta aveva vinto l'argento ai Mondiali del 1999 e il bronzo ai Mondiali del 1997.

## Record nazionali

### Seniores
- Staffetta 4×100 metri: 41"78 ( Parigi, 30 agosto 2003) (Patricia Girard, Muriel Hurtis, Sylviane Félix, Christine Arron)
- 50 metri ostacoli indoor: 6"76 ( Liévin, 13 febbraio 2000)
- Staffetta 4×200 metri indoor: 1'34"47 ( Parigi, 10 febbraio 1990) (Patricia Girard, Fabienne Ficher, Marie-Christine Cazier, Odiah Sidibé)

## Palmarès
| Anno | Manifestazione          | Sede       | Evento      | Risultato        | Prestazione | Note                                    |
| ---- | ----------------------- | ---------- | ----------- | ---------------- | ----------- | --------------------------------------- |
| 1988 | Giochi olimpici         | Seul       | 100 m piani | Batteria         | 11"65       |                                         |
| 1988 | Giochi olimpici         | Seul       | 4×100 m     | 7ª               | 44"02       |                                         |
| 1990 | Europei indoor          | Glasgow    | 60 m piani  | 4ª               | 7"19        |                                         |
| 1992 | Giochi olimpici         | Barcellona | 100 m piani | Semifinale       | 11"70       |                                         |
| 1992 | Giochi olimpici         | Barcellona | 4×100 m     | 4ª               | 42"85       |                                         |
| 1993 | Mondiali indoor         | Toronto    | 60 m piani  | 8ª               | 7"31        |                                         |
| 1993 | Mondiali indoor         | Toronto    | 60 m hs     | Bronzo           | 8"01        |                                         |
| 1993 | Mondiali                | Stoccarda  | 100 m hs    | Semifinale       | 13"03       |                                         |
| 1994 | Europei indoor          | Parigi     | 60 m piani  | Bronzo           | 7"19        |                                         |
| 1994 | Europei indoor          | Parigi     | 60 m hs     | 6ª               | 7"98        |                                         |
| 1995 | Mondiali indoor         | Barcellona | 60 m hs     | Semifinale       | 8"06        |                                         |
| 1995 | Mondiali                | Göteborg   | 100 m hs    | Semifinale       | 12"87       |                                         |
| 1996 | Europei indoor          | Stoccolma  | 60 m hs     | Oro              | 7"89        |                                         |
| 1996 | Giochi olimpici         | Atlanta    | 100 m hs    | Bronzo           | 12"65       |                                         |
| 1996 | Giochi olimpici         | Atlanta    | 4×100 m     | 6ª               | 42"76       |                                         |
| 1997 | Mondiali indoor         | Parigi     | 60 m hs     | Bronzo           | 7"84        |                                         |
| 1997 | Giochi del Mediterraneo | Bari       | 100 m hs    | Oro              | 12"90       |                                         |
| 1997 | Mondiali                | Atene      | 100 m hs    | Finale           | dq          |                                         |
| 1997 | Mondiali                | Atene      | 4×100 m     | Bronzo           | 42"21       | Record nazionale                        |
| 1998 | Europei indoor          | Valencia   | 60 m hs     | Oro              | 7"85        |                                         |
| 1998 | Europei                 | Budapest   | 100 m hs    | 5ª               | 12"89       |                                         |
| 1999 | Mondiali                | Siviglia   | 100 m hs    | 8ª               | 12"97       |                                         |
| 1999 | Mondiali                | Siviglia   | 4×100 m     | Argento          | 42"06       | Record nazionale                        |
| 2000 | Europei indoor          | Gand       | 60 m hs     | Argento          | 7"98        |                                         |
| 2000 | Giochi olimpici         | Sydney     | 100 m hs    | Quarti di finale | 13"43       |                                         |
| 2001 | Mondiali                | Edmonton   | 100 m hs    | Semifinale       | 13"17       |                                         |
| 2001 | Giochi del Mediterraneo | Tunisi     | 100 m hs    | Oro              | 12"82       | Record dei campionati                   |
| 2002 | Europei indoor          | Vienna     | 60 m hs     | Bronzo           | 7"98        |                                         |
| 2002 | Europei                 | Monaco     | 100 m hs    | 4ª               | 13"03       |                                         |
| 2003 | Mondiali indoor         | Birmingham | 60 m hs     | 8ª               | 8"02        |                                         |
| 2003 | Mondiali                | Parigi     | 100 m hs    | 7ª               | 12"83       |                                         |
| 2003 | Mondiali                | Parigi     | 4×100 m     | Oro              | 41"78       | Miglior prestazione mondiale stagionale |
| 2005 | Europei indoor          | Madrid     | 60 m hs     | 6ª               | 8"04        |                                         |
| 2009 | Europei indoor          | Torino     | 60 m hs     | Batteria         | 8"98        |                                         |

## Campionati nazionali
- 7 volte campionessa nazionale nei 100 metri ostacoli (1993, 1995, 1997, 1999, 2001, 2002, 2003)
- 3 volte campionessa nazionale indoor nei 60 metri piani (1988, 1990, 1995)
- 7 volte campionessa nazionale indoor nei 60 metri ostacoli (1993, 1994, 1995, 1998, 2000, 2002, 2003)

## Altre competizioni internazionali
2003
- Bronzo in Coppa Europa ( Firenze), 100 hs - 12"95
- 5ª alle IAAF World Athletics Final ( Monaco), 100 hs - 13"00